# Liste des seigneurs de Samarès

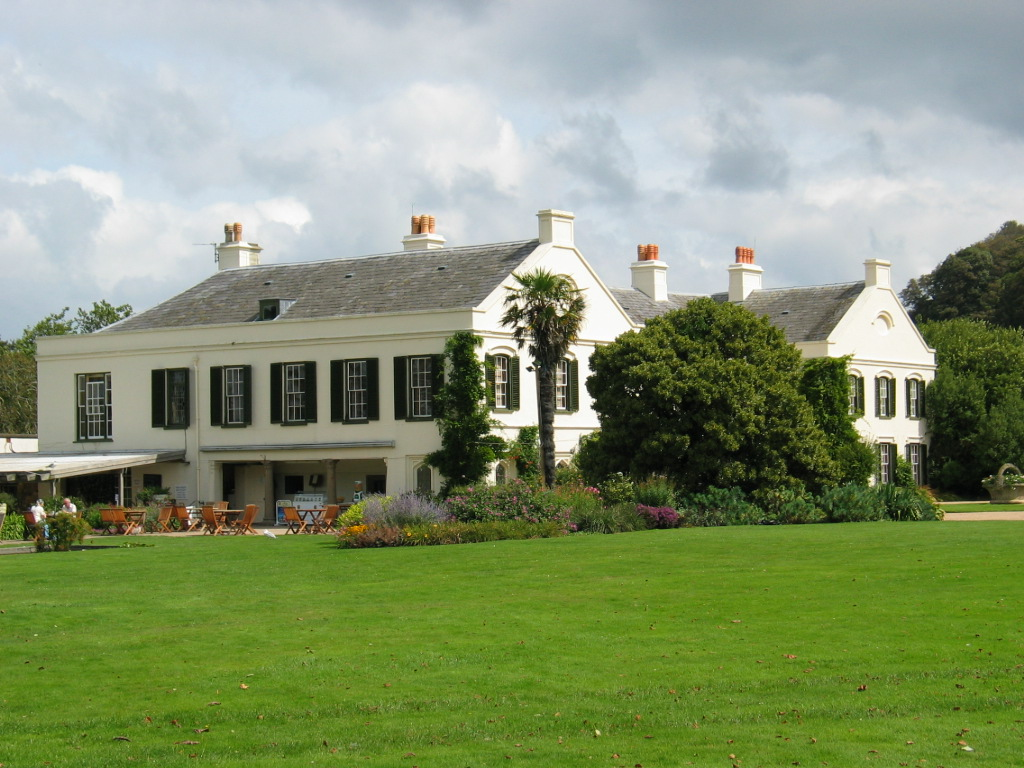
Le manoir de Samarès à Jersey.

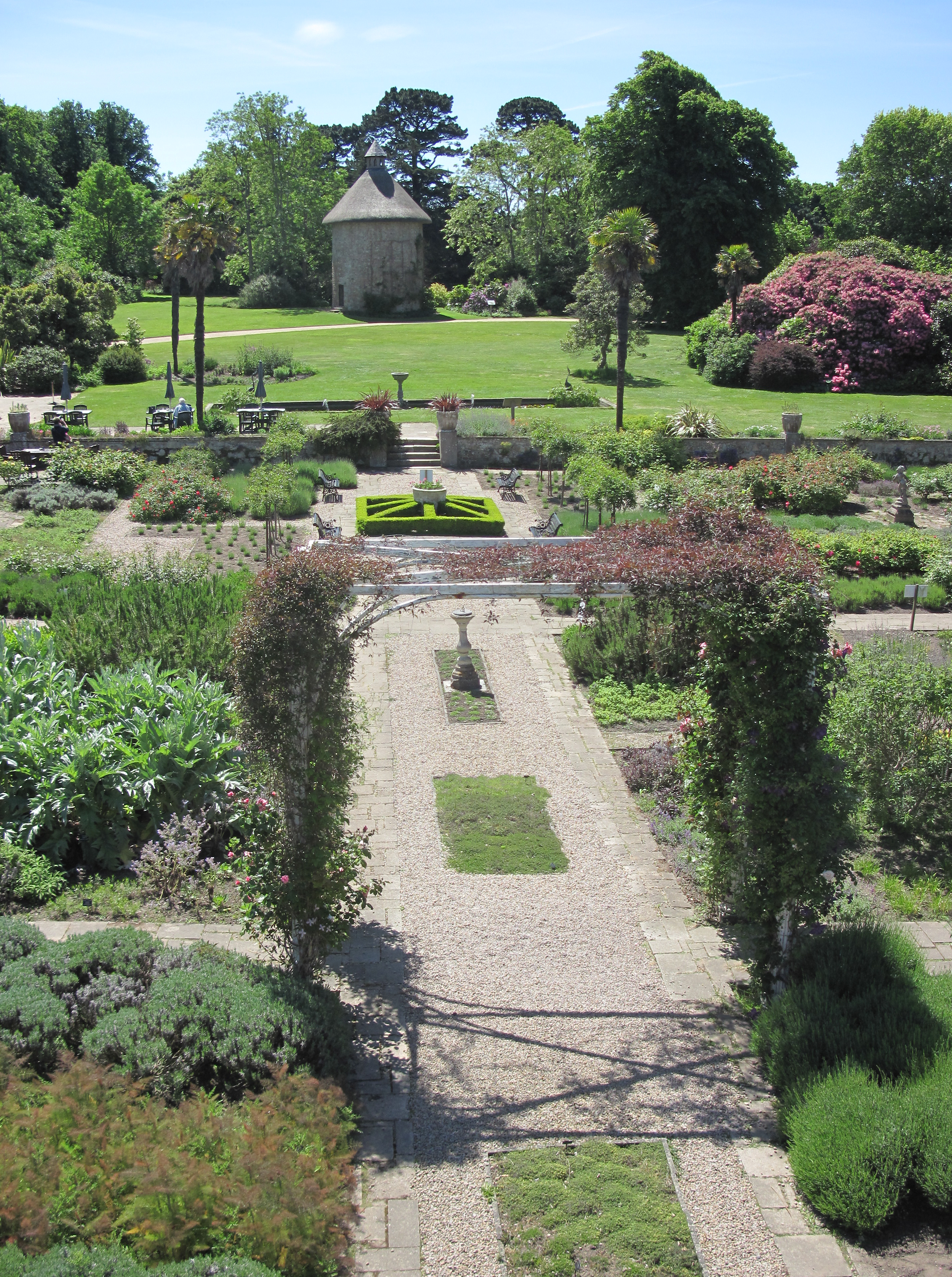
Vue partielle du parc de Samarès et du pigeonnier médiéval.

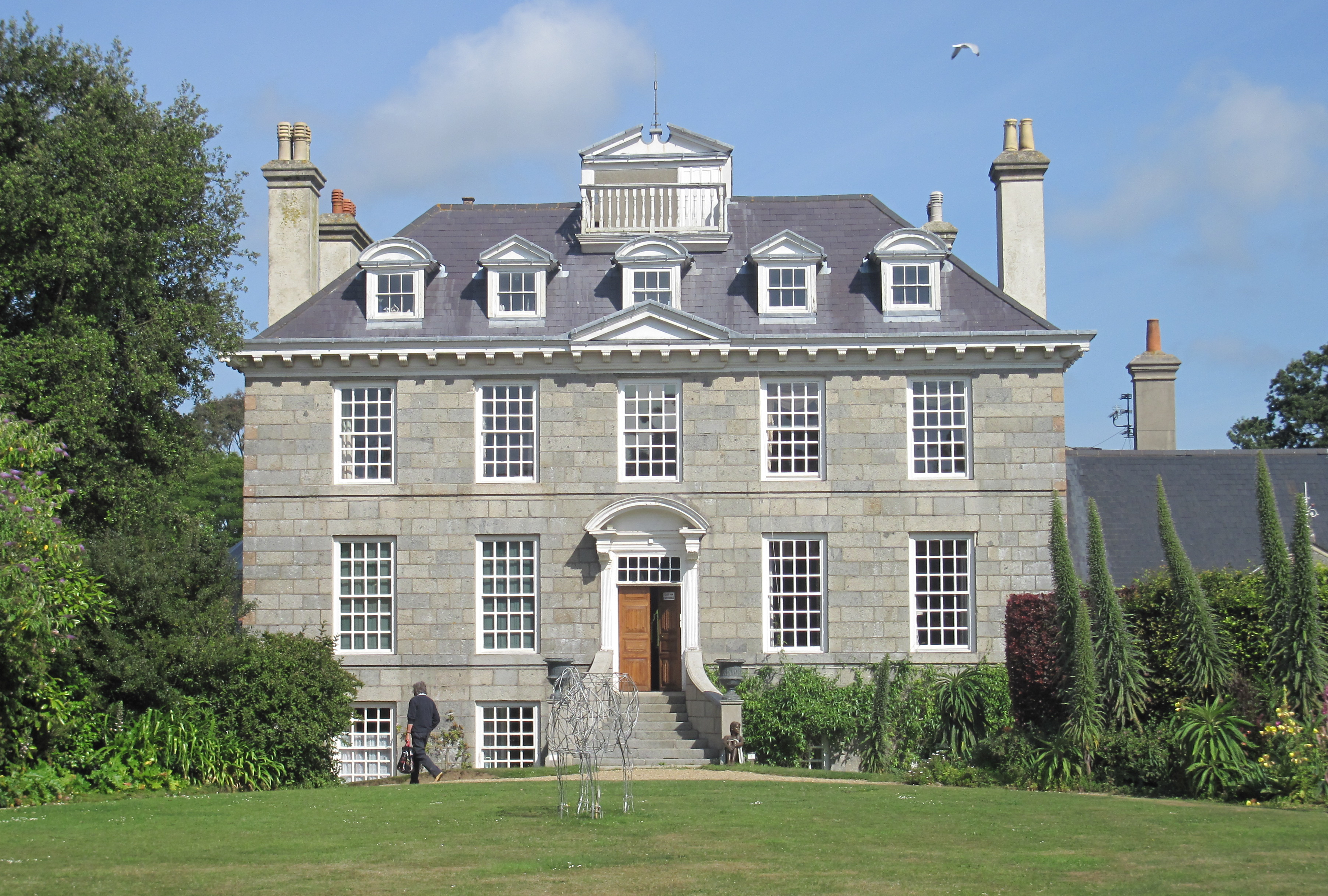
Le manoir de Sausmarez à Guernesey.

Les seigneurs de Samarès constituent une succession de seigneurs d'origine normande ayant vécu sur leur domaine du manoir de Samarès, situé sur l'île de Jersey, depuis le Moyen Âge. La Société Jersiaise a établi la liste des seigneurs de Samarès depuis le XIe siècle. Cette illustre famille s'établit également sur l'île voisine de Guernesey, dès le Moyen Âge sous le nom de Saumarez ou Sausmarez et posséda une seigneurie dénommée depuis l'époque médiévale manoir de Sausmarez.

## Contexte historique
Le premier seigneur de Samarès fut un certain Rudolph ou Rodolphe de St Hilaire originaire de Saint Hilaire de Harcourt (département de la Manche). Ce seigneur de la Noblesse normande était chevalier de Mortain et chevalier dans l'Avranchin, sur les terres situées entre Saint-Hélier et Pontorson de chaque côté de Saint James de Beuvron. En 1095, Guillaume le Conquérant en tant que duc de Normandie sous le nom de Guillaume II de Normandie, lui accorde le domaine de Samarès sur l'île de Jersey pour ses services rendus face aux ennemis saxons et à son aide durant la fortification de la ville de Saint-James. Par la suite, la famille de Samarès s'établit également sur l'île de Guernesey sous le patronyme de Saumarez ou Sausmarez, déformation médiévale de Samarès.

## Chronologie
1. Rudolph ou Rodolphe de St Hilaire
2. Pierre de St Hilaire
3. Guillaume de St Hilaire de Samarès 1160-1218
4. Guillaume de Samarez  1218-1260
5. Guille de Saumarez 1260-1274
6. Pierre de St Hilaire 1274
7. Pierre de St Hilaire 1309
8. Guillaume de St Hilaire 1321-1331
9. Mathieu de Samarès 1331-1338
10. Pierre de Samarès 1338
11. Geffrey de Thoresby 1346-1351
12. Jean Mautravers 1351-1355
13. Philippe de Barentin 1355-1367
14. Raoul Lemprière et Guille Payn (1367-1400)
15. Philippe Payn 1477-1550
16. Mabel Payn 1500-1565
17. Jean Dumaresq (-1529) Seigneur de Vinchelez de Bas, Juré-Justicier et bailli
18. Mabel Payn (-1565)
19. Jean Dumaresq (-1537) marié à Jeanne Lemprière, bailli
20. Clément Dumaresq (-1551) Jué-Justicier marié à Margaret de Carteret de Saint-Hélier, Bailli
21. Henry Dumaresq (-1579) Jurat marié à Marie Lemprière
22. Esther Dumaresq (1597) mariée à Jean Dumaresq (1548-1606)
23. Collette Dumaresq mariée à Jean Dumaresq, Bailli, Seigneur de Vinchelez le Bas
24. Richard Dumaresq (-1556) Seigneur de Vinchelez le Bas, Léoville et Bagot, Juré-justicier marié à Collette Larbalestier (-1590)
25. Jean Dumaresq, Baillif 1566-1583,1586-1587, 1591-1596 marié à Collette Dumaresq, puis remarié à Isabelle Perrin
26. Jean Dumaresq (1548-1606) Juré-Justicier, marié à Esther Dumaresq
27. Thomas Andros (1629 par intérim)
28. Daniel Dumaresq (-1634) marié à Catherine de Carteret
29. Henry Dumaresq (-1690) marié à Marguerite Herault
30. Philippe Dumaresq (1650–1690)
31. Abraham Dumaresq marié à Suzanne de Carteret (-1658)
32. Benjamin Dumaresq (1647-)
33. Philip Dumaresq (1671-1714) Seigneur d'Anneville, marié à Déborah Dumaresq, fille de Philippe Dumaresq (-1690)
34. Déborah Dumaresq (1714-1734) veuve de Philip Dumaresq (-1714), sans héritier
35. John Seale, de Londres, achète le domaine le 27 mars 1734
36. James Seale, 1749, le vend à Jacques Hammond
37. Jacques Jean Hammond (1700-1766), Consul britannique à Faro au Portugal marié à Marie Lemprière (-1813), fils de Nicolas Hamon de St Hélier (1670-1739) et de Margaret Lemprière
38. Jacques Hammond (1746-1816) Juré-Justicier de 1795 à 1816, marié à Marie Romeril de Grouville (1778-1844)
39. Mathieu de Sausmarèz (1780)
40. Jacques Jean Hammond (mêmes prénoms que son aïeul) (1811-1893), marié à Anne Elizabeth Amireaux (1813-1887)
41. Anne Hammond
42. Emilie Hammond
43. Edouard Mourant (-1899) achète le manoir de Samarès le 6 juillet 1846, marié à Matilda Le Quesne
44. Edouard Lionel Mourant (-1916)
45. Claude Le Quesne Mourant (1916-1921)
46. Edouard Clarence Davis (1921-1924)
47. James Knott (1924-1934/64 ?) domaine qu'il transmet à sa seconde épouse Elizabeth Obbard
48. Elizabeth Obbard (-1998)
49. Vincent Obbard, actuel propriétaire et seigneur, fils d'Elizabeth Obbard.

## Sources
- Les Seigneurs de Samarès source de la Société Jersiaise